# Game Shakers – Jetzt geht’s App/Episodenliste
Diese Episodenliste enthält alle Episoden der US-amerikanischen Jugendserie Game Shakers – Jetzt geht’s App, sortiert nach der US-amerikanischen Erstausstrahlung. Die Fernsehserie umfasst derzeit drei Staffeln mit 63 Episoden. Die Serie endete am 8. Juni 2019.

## Übersicht
| Staffel | Episodenanzahl | Erstausstrahlung USA | Erstausstrahlung USA | Deutschsprachige Erstausstrahlung | Deutschsprachige Erstausstrahlung |
| Staffel | Episodenanzahl | Staffelpremiere      | Staffelfinale        | Staffelpremiere                   | Staffelfinale                     |
| ------- | -------------- | -------------------- | -------------------- | --------------------------------- | --------------------------------- |
| 1       | 21             | 12. September 2015   | 21. Mai 2016         | 10. Januar 2016                   | 13. November 2016                 |
| 2       | 24             | 17. September 2016   | 4. November 2017     | 9. Oktober 2016                   | 19. April 2018                    |
| 3       | 18             | 10. Februar 2018     | 8. Juni 2019         | 4. Februar 2019                   | 29. Juni 2019                     |

## Staffel 1
Die Erstausstrahlung der ersten Staffel war vom 12. September 2015 bis zum 21. Mai 2016 auf dem US-amerikanischen Sender Nickelodeon zu sehen. Die deutschsprachige Erstausstrahlung sendete der deutsche Free-TV-Sender Nickelodeon vom 10. Januar bis zum 13. November 2016.
| Nr. (ges.) | Nr. (St.) | Deutscher Titel                   | Originaltitel                | Erstausstrahlung USA | Deutschsprachige Erstausstrahlung (D/A) | Regie         | Drehbuch                                   | Prod. Code |
| --- | --------- | --------------------------------- | ---------------------------- | -------------------- | --------------------------------------- | ------------- | ------------------------------------------ | ---------- |
| 1 | 1         | Sky Whale – Teil 1                | Sky Whale (1)                | 12. Sep. 2015        | 10. Jan. 2016                           | Steve Hoefer  | Dan Schneider & Jake Farrow                | 101        |
| 2 | 2         | Sky Whale – Teil 2                | Sky Whale (2)                | 12. Sep. 2015        | 10. Jan. 2016                           | Steve Hoefer  | Dan Schneider & Jake Farrow                | 102        |
| 3 | 3         | Jacke weg, Taubendreck            | Lost Jacket, Falling Pigeons | 19. Sep. 2015        | 17. Jan. 2016                           | Russ Reinsel  | Dan Schneider & Richard Goodman            | 104        |
| Double G gibt Kenzie und Babe Geld für ihre Arbeit. So kauft sich Kenzie eine eckige Wassermelone und Babe eine moderne Jacke. Doch Babe hat ihre Jacke in der U-Bahn vergessen und ist traurig. Kenzie und Babe suchen nun im Fundsachen Babes Jacke. Währenddessen versucht Triple G Tauben aus ihrem Game-Studio zu entfernen.                                                                             |           |                                   |                              |                      |                                         |               |                                            |            |
| 4 | 4         | Schmutzige Geschäfte              | Dirty Blob                   | 26. Sep. 2015        | 24. Jan. 2016                           | Adam Weissman | Dan Schneider & Sean Gil & Jana Petrosen   | 105        |
| 5 | 5         | Mein Freund, der Roboter          | MeGo the Freakish Robot      | 3. Okt. 2015         | 31. Jan. 2016                           | Steve Hoefer  | Dan Schneider & Jake Farrow                | 106        |
| 6 | 6         | Total vergurkt                    | Tiny Pickles                 | 10. Okt. 2015        | 7. Feb. 2016                            | Adam Weissman | Dan Schneider & Jake Farrow                | 103        |
| 7 | 7         | Der Halloween-Horror-Trip         | Scared Tripless              | 24. Okt. 2015        | 14. Feb. 2016                           | David Kendall | Dan Schneider & Sean Gil & Jana Petrosen   | 108        |
| 8 | 8         | Jet oder nie                      | Trip Steals the Jet          | 7. Nov. 2015         | 21. Feb. 2016                           | Russ Reinsel  | Dan Schneider & Richard Goodman            | 107        |
| 9 | 9         | Verloren im U-Bahn-Dschungel      | Lost on the Subway           | 14. Nov. 2015        | 28. Feb. 2016                           | David Kendall | Dan Schneider & Jake Farrow                | 109        |
| 10 | 10        | Eine Wette um Bunny               | You Bet Your Bunny           | 21. Nov. 2015        | 6. März 2016                            | Russ Reinsel  | Dan Schneider & Richard Goodman            | 110        |
| 11 | 11        | Weihnachten mit Reggae Potato     | A Reggae Potato Christmas    | 28. Nov. 2015        | 24. Apr. 2016                           | Steve Hoefer  | Dan Schneider & Sean Gill & Jana Petrosini | 111        |
| 12 | 12        | Pfirsich-Pie mit Gift dabei       | Poison Pie                   | 9. Jan. 2016         | 20. März 2016                           | Russ Reinsel  | Dan Schneider & Richard Goodman            | 113        |
| Die Game Shakers nehmen Soundeffekte für die Spiele auf, woraufhin sich der Inhaber eines benachbarten Geschäftes wegen des Lärms bei der Polizei beschwert. Als Freundschaftsangebot backen Babe und Kenzie einen Kuchen für den Ladeninhaber, der nach dessen Verzehr erkrankt. Die Polizei glaubt daraufhin, Babe und Kenzie hätten den Kuchen vergiftet.                                                  |           |                                   |                              |                      |                                         |               |                                            |            |
| 13 | 13        | Die Party-Crasher                 | Party Crashers               | 16. Jan. 2016        | 13. März 2016                           | Adam Weissman | Dan Schneider & Jake Farrow                | 112        |
| Babe und Kenzie besuchen die Geburtstagsfeier einer Mitschülerin, die keine anderen Gäste hat. Dort versucht Babe erfolglos, sich mit deren großen Bruder anzufreunden. Inzwischen verbringt Double G, da ihm sein Sohn abgesagt hat, Zeit mit Hudson. |           |                                   |                              |                      |                                         |               |                                            |            |
| 14 | 14        | Die Girl-Power-Awards             | The Girl Power Awards        | 23. Jan. 2016        | 11. Sep. 2016                           | Adam Weissman | Dan Schneider & Jake Farrow                | 116        |
| Babe und Kenzie werden, da sie ein erfolgreiches Geschäft gegründet haben, zu den Girl Power Awards eingeladen. Dort müssen sie aber feststellen, dass die Preisverleihung von zwei Jungs einzig aus dem Zweck organisiert wurde, um Mädchen kennen zu lernen. Da Triple G und Hudson sich als Jungen diskriminiert fühlen, verkleiden sie sich als Mädchen, um sich auf die Girl Power Awards zu schleichen. |           |                                   |                              |                      |                                         |               |                                            |            |
| 15 | 15        | Der Rapper und die Nachtigall     | A Job for Jimbo              | 30. Jan. 2016        | 4. Sep. 2016                            | Nathan Kress  | Dan Schneider, Sean Gill & Jana Petrosini  | 115        |
| Double G möchte ein Duett mit einer bekannten R&B-Sängerin machen, die seit Jahren nicht mehr öffentlich aufgetreten ist. Dazu verschafft er ihrem Neffen Jimbo einen Job bei den Game Shakers, doch Jimbo stellt sich als völlig unfähig heraus und behält die Stelle nur wegen seiner Tante. |           |                                   |                              |                      |                                         |               |                                            |            |
| 16 | 16        | Eine Seefahrt, die ist stressig   | Shark Explosion              | 6. Feb. 2016         | 25. Sep. 2016                           | Nathan Kress  | Dan Schneider & Seth Kurland               | 118        |
| Triple Gs Mutter hat die Game Shakers Tickets für die Yacht besorgt, um das Feuerwerk zu sehen. Doch Double G kann ihre Ehefrau nicht leiden. Als Double G von einem Teil des Riesenhaifleisch aus der Yacht hinunterfällt, rettet Triple Gs Mutter Double G. Double G bedankt sich bei ihr. |           |                                   |                              |                      |                                         |               |                                            |            |
| 17 | 17        | Der Hacker, der aus der Kälte kam | Nasty Goats                  | 20. Feb. 2016        | 28. Aug. 2016                           | David Kendall | Dan Schneider & Seth Kurland               | 114        |
| 18 | 18        | Die Schlaf-Wut-Störung            | Babe’s Fake Disease          | 27. Feb. 2016        | 21. Okt. 2016                           | Steve Hoefer  | Dan Schneider, Sean Gill & Jana Petrosini  | 119        |
| 19 | 19        | Der Diss-Track                    | The Diss Track               | 5. März 2016         | 18. Sep. 2016                           | Steve Hoefer  | Dan Schneider & Richard Goodman            | 117        |
| Double Gs Erzfeind Big Vicious hat einen Diss-Track geschrieben, was Double G wütend macht. Daraufhin rächt er sich und schreibt einen Song, der richtig besser wird. Daraufhin stattet Big Vicious einen Besuch ab und möchte mit Double G kämpfen. |           |                                   |                              |                      |                                         |               |                                            |            |
| 20 | 20        | Rache @Techfest – Teil 1          | Revenge at Tech Fest (1)     | 21. Mai 2016         | 13. Nov. 2016                           | Mike Caron    | Dan Schneider & Jake Farrow                | 124        |
| 21 | 21        | Rache @Techfest – Teil 2          | Revenge at Tech Fest (2)     | 21. Mai 2016         | 13. Nov. 2016                           | Mike Caron    | Dan Schneider & Jake Farrow                | 125        |

## Staffel 2
Die Erstausstrahlung der zweiten Staffel war vom 17. September 2016 bis zum 4. November 2017 auf dem US-amerikanischen Sender Nickelodeon zu sehen. Die deutschsprachige Erstausstrahlung sendete der deutsche Free-TV-Sender Nickelodeon vom 9. Oktober 2016 bis zum 19. April 2018.
| Nr. (ges.) | Nr. (St.) | Deutscher Titel              | Originaltitel                | Erstausstrahlung USA | Deutschsprachige Erstausstrahlung (D/A) | Regie         | Drehbuch                                             | Prod. Code |
| ---------- | --------- | ---------------------------- | ---------------------------- | -------------------- | --------------------------------------- | ------------- | ---------------------------------------------------- | ---------- |
| 22         | 1         | Nachhilfe für Mason          | Armed & Coded                | 17. Sep. 2016        | 5. Okt. 2017                            | Mike Caron    | Dan Schneider & Jake Farrow                          | 204        |
| 23         | 2         | Das geheime Level            | Secret Level                 | 24. Sep. 2016        | 30. Okt. 2016                           | Russ Reinsel  | Dan Schneider & Richard Goodman                      | 123        |
| 24         | 3         | Der uralte Finger            | The Very Old Finger          | 1. Okt. 2016         | 9. Okt. 2016                            | David Kendall | Dan Schneider & Jake Farrow                          | 120        |
| 25         | 4         | Buck, die Glücksratte        | Buck the Magic Rat           | 8. Okt. 2016         | 16. Okt. 2016                           | David Kendall | Dan Schneider & Richard Goodman                      | 121        |
| 26         | 5         | Der Baby-Hasser              | Baby Hater                   | 5. Nov. 2016         | 10. Okt. 2017                           | Steve Hoefer  | Dan Schneider & Jake Farrow                          | 207        |
| 27         | 6         | Byte Club                    | Byte Club                    | 12. Nov. 2016        | 23. Okt. 2016                           | David Kendall | Dan Schneider & Jake Farrow                          | 122        |
| 28         | 7         | Babe's Bench                 | Babe’s Bench                 | 19. Nov. 2016        | 2. Okt. 2017                            | Adam Weissman | Dan Schneider & Jake Farrow                          | 201        |
| 29         | 8         | Der virtuelle Mason          | The Mason Experience         | 11. Feb. 2017        | 6. Okt. 2017                            | Mike Caron    | Dan Schneider & Richard Goodman                      | 205        |
| 30         | 9         | Meine Freundin, der Star     | Bunger Games                 | 18. Feb. 2017        | 3. Okt. 2017                            | Steve Hoefer  | Dan Schneider & Richard Goodman                      | 202        |
| 31         | 10        | Hochzeit des Grauens         | Wedding Shower of Doom       | 25. Feb. 2017        | 4. Okt. 2017                            | David Kendall | Dan Schneider, Sean Gill & Jana Petrosini            | 203        |
| 32         | 11        | Der Popo-Paparazzo           | Bear Butt Laser Runner       | 4. März 2017         | 11. Okt. 2017                           | Nathan Kress  | Dan Schneider & Richard Goodman                      | 208        |
| 33         | 12        | Die Game Shakers Toilette    | Air TnP                      | 18. März 2017        | 12. Okt. 2017                           | Russ Reinsel  | Dan Schneider, Sean Gill & Jana Petrosini            | 212        |
| 34         | 13        | Wandpersonen                 | Llama Llama Spit Spit        | 25. März 2017        | 9. Okt. 2017                            | Mike Caron    | Dan Schneider, Sean Gill & Jana Petrosini            | 206        |
| 35         | 14        | Clam Shakers – Teil 1        | Clam Shakers (1)             | 6. Mai 2017          | 16. Okt. 2017                           | Steve Hoefer  | Dan Schneider, Sean Gill & Jana Petrosini            | 219        |
| 36         | 15        | Clam Shakers – Teil 2        | Clam Shakers (2)             | 13. Mai 2017         | 17. Okt. 2017                           | Adam Weissman | Dan Schneider & Jake Farrow                          | 220        |
| 37         | 16        | Wingsuits und Raketenstiefel | Wing Suits & Rocket Boots    | 20. Mai 2017         | 13. Okt. 2017                           | Nathan Kress  | Dan Schneider, Sean Gill & Jana Petrosini            | 215        |
| 38         | 17        | Game Shipper                 | Game Shippers                | 9. Sep. 2017         | 11. Apr. 2018                           | Nathan Kress  | Dan Schneider & Richard Goodman                      | 211        |
| 39         | 18        | Im Coffee-Shop               | The One with the Coffee Shop | 16. Sep. 2017        | 9. Apr. 2018                            | David Kendall | Dan Schneider, Sean Gill & Jana Petrosini            | 209        |
| 40         | 19        | Trips neue Freundin          | The Trip Trap                | 23. Sep. 2017        | 17. Apr. 2018                           | Adam Weissman | Dan Schneider, Alejandro Bien-Willner & Danny Warren | 216        |
| 41         | 20        | Der Trottel-Tausch           | The Switch                   | 30. Sep. 2017        | 19. Apr. 2018                           | Steve Hoefer  | Dan Schneider & Richard Goodman                      | 218        |
| 42         | 21        | Wenn Schweine fliegen können | Dancing Kids, Flying Pig     | 7. Okt. 2017         | 12. Apr. 2018                           | Adam Weissman | Dan Schneider & Jake Farrow                          | 213        |
| 43         | 22        | Kampf um Pfirsich            | War and Peach                | 14. Okt. 2017        | 16. Apr. 2018                           | Russ Reinsel  | Dan Schneider & Richard Goodman                      | 214        |
| 44         | 23        | Spionage Spiele              | Spy Games                    | 21. Okt. 2017        | 18. Apr. 2018                           | David Kendall | Dan Schneider & Jake Farrow                          | 217        |
| 45         | 24        | Babe hat einen Verehrer      | Babe Gets Crushed            | 4. Nov. 2017         | 10. Apr. 2018                           | Steve Hoefer  | Dan Schneider & Jake Farrow                          | 210        |

## Staffel 3
Die Erstausstrahlung der dritten Staffel war vom 10. Februar 2018 bis zum 8. Juni 2019 auf dem US-amerikanischen Sender Nickelodeon zu sehen. Die deutschsprachige Erstausstrahlung sendete der deutsche Free-TV-Sender Nickelodeon vom 4. Februar bis zum 29. Juni 2019.
| Nr. (ges.) | Nr. (St.) | Deutscher Titel           | Originaltitel               | Erstausstrahlung USA | Deutschsprachige Erstausstrahlung (D/A) | Regie           | Drehbuch                                              | Prod. Code |
| ---------- | --------- | ------------------------- | --------------------------- | -------------------- | --------------------------------------- | --------------- | ----------------------------------------------------- | ---------- |
| 46         | 1         | Babe liebt die Gefahr     | Babe Loves Danger           | 10. Feb. 2018        | 14. Feb. 2019                           | Steve Hoefer    | Dan Schneider & Richard Goodman                       | 308        |
| 47         | 2         | Lumples                   | Lumples                     | 18. Feb. 2018        | 4. Feb. 2019                            | Adam Weissman   | Dan Schneider & Jake Farrow                           | 301        |
| 48         | 3         | U-Bahn Girl               | Subway Girl                 | 25. Feb. 2018        | 5. Feb. 2019                            | David Kendall   | Dan Schneider & Richard Goodman                       | 302        |
| 49         | 4         | Snackpot!                 | Snackpot!                   | 4. März 2018         | 6. Feb. 2019                            | Adam Weissman   | Dan Schneider & Sean Gill & Jana Petrosini            | 303        |
| 50         | 5         | Babe und die Jungs        | Babe & the Boys             | 11. März 2018        | 7. Feb. 2019                            | Steve Hoefer    | Dan Schneider & Jake Farrow                           | 304        |
| 51         | 6         | Flucht aus Utah!          | Escape from Utah!           | 1. Apr. 2018         | 11. Feb. 2019                           | Nathan Kress    | Dan Schneider & Sean Gill & Jana Petrosini            | 306        |
| 52         | 7         | Der total hässliche Kopf  | Super Ugly Head             | 8. Apr. 2018         | 8. Feb. 2019                            | Mike Caron      | Dan Schneider & Richard Goodman                       | 305        |
| 53         | 8         | Snopp-Therapie            | Snoop Therapy               | 30. März 2019        | 13. Feb. 2019                           | Harry Matheu    | Dan Schneider & Jake Farrow                           | 310        |
| 54         | 9         | Heiße Bananen             | Hot Bananas                 | 6. Apr. 2019         | 12. Feb. 2019                           | Russ Reinsel    | Dan Schneider & Jake Farrow                           | 307        |
| 55         | 10        | Flavor City               | Flavor City                 | 13. Apr. 2019        | 24. Juni 2019                           | Steve Hoefer    | Dan Schneider & Sean Gill & Jana Petrosini            | 309        |
| 56         | 11        | Wet Willys Wildwasserpark | Wet Willy's Wild Water Park | 20. Apr. 2019        | 15. Feb. 2019                           | Steve Hoefer    | Dan Schneider & Richard Goodman                       | 311        |
| 57         | 12        | Puppenhaus-Abriss         | Demolition Dollhouse        | 27. Apr. 2019        | 18. Feb. 2019                           | Adam Weissman   | Dan Schneider & Sean Gill & Jana Petrosini            | 312        |
| 58         | 13        | Hypnosehungrig            | Hungry Hungry Hypno         | 4. Mai 2019          | 19. Feb. 2019                           | Adam Weissman   | Dan Schneider & Jake Farrow                           | 313        |
| 59         | 14        | Schlechte Nachrichten     | Breaking Bad News           | 11. Mai 2019         | 25. Juni 2019                           | Steve Hoefer    | Dan Schneider & Richard Goodman                       | 314        |
| 60         | 15        | Kuhkaff                   | Bug Tussle                  | 25. Mai 2019         | 26. Juni 2019                           | David Kendall   | Dan Schneider & Sean Gill & Jana Petrosini            | 315        |
| 61         | 16        | Warum Tonya               | Why Tonya?                  | 25. Mai 2019         | 28. Juni 2019                           | Mike Caron      | Dan Schneider & Jake Farrow                           | 318        |
| 62         | 17        | Boyband Katzennase        | Boy Band Cat Nose           | 1. Juni 2019         | 27. Juni 2019                           | Peter Filsinger | Dan Schneider & Jake Farrow                           | 316        |
| 63         | 18        | Er ist wieder da          | He's Back                   | 8. Juni 2019         | 29. Juni 2019                           | Steve Hoefer    | Dan Schneider & Danny Warren & Alejandro Bien-Willner | 317        |